# Pinzolo
Pinzolo é uma comuna italiana da região do Trentino-Alto Ádige, província de Trento, com cerca de 3.054 habitantes. Estende-se por uma área de 69 km², tendo uma densidade populacional de 44 hab/km². Faz divisa com Mezzana, Commezzadura, Dimaro, Ossana, Pellizzano, Ragoli, Giustino, Carisolo, Caderzone e Stenico.